# 李文齋

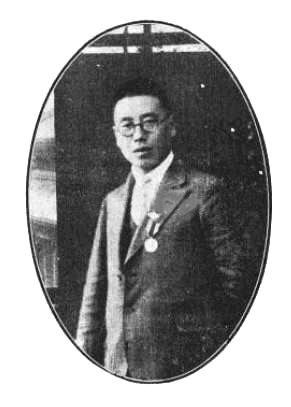
李文齋

李文齋（1900年—1988年2月15日）譜名恭安，字文齋，以字行。山东省曹县人，中华民国政治人物。

## 生平
李文齋生于光緒二十六年十月五日。其家乡是曹县曹叵集（今位于单县西南）。山西大學工科卒業。历任中国国民党山東省黨部整理委員，中国国民党中央黨部委員，中国国民党第六届候补中央执行委员。
1928年3月，中国国民党曹县党部筹备委员会成立，李升兰任常务委员。1929年4月，筹备委员会改为曹县党部指导委员会，李文斋当选常务委员，刘道元、王农村、王石村、徐正甫为执行委员。1930年春，因党员减少，不具备建县党部的条件（当时规定下限为60名党员），故将原曹县党部改为直属曹县区党部。1938年，直属曹县区党部又改为曹县党部，王子魁任书记长。
1939年4月上旬，八路军第三四四旅特务团、独立团、黄河支队、冀鲁豫第五支队等部合编为冀鲁豫支队，杨得志任司令员，卢绍武任参谋长，崔田民任政治部主任。下辖3个大队。覃健所在的特务团被改编为冀鲁豫支队第二大队，覃健任大队长。到1939年底，冀鲁豫支队达到7000余人。冀鲁豫支队成立后，覃健率冀鲁豫支队第二大队在山东曹县地区发动群众，宣传抗日，并且在中共地方党组织的帮助下，争取到中国国民党方面的曹县县长王贯一的支持，打击了中国国民党曹县党部李文斋部的武装。覃健率部进攻曹县东南的高辛庄，活捉了地主、汉奸高圣君（李文斋的外甥，高耀洁的二伯父），俘虏了高圣君部300多人，缴获了长短枪300多支。此外，覃健还率部袭击了民权县城北王桥镇的伪军据点，歼灭伪军1个中队。此次战斗之后，在冀鲁豫支队参谋长卢绍武指挥下，覃健率第二大队进攻中国国民党曹县党部所在地青固集，全歼了该武装。
民國35年（1946年），李文齋作为制憲國民大会代表赴南京出席大會後，經中央派為行憲前第四届立法委員。不久，復當選行宪第一届立法委员。1949年赴台湾，继续担任立法委员。
1988年2月15日，李文齋病逝。